# Бор (Болгарія)
Бор (болг. Бор) — село в Пловдивській області Болгарії. Входить до складу общини Асеновград.

## Населення
За даними перепису населення 2011 року у селі проживали 17 осіб, усі — турки.
Розподіл населення за віком у 2011 році:
Динаміка населення: